# Wohnhaus Deichstraße 191
Das Wohnhaus Deichstraße 191 im niedersächsischen Berne-Motzen in der Nähe zum Motzener Kanal in dem Landkreis Wesermarsch, stammt vom Anfang des 20. Jahrhunderts.
Aktuell (2023) wird es als Wohnhaus und gewerblich genutzt.
Das Gebäude steht unter Denkmalschutz (siehe auch Liste der Baudenkmale in Berne).

## Beschreibung
Das eingeschossige giebelständige verputzte Wohnhaus auf einem Kellergeschoss, mit Satteldach und Krüppelwalmdächern, einer polygonalen Gaube, beidseitigen Giebelrisaliten, zweigeteilter nördlicher Giebelfront mit Fachwerkfassadenteil im oberen Bereich, polygonalem eingeschossigem Standerker an der Nordostecke, sowie Quaderung des Sockels und Fensterrahmungen stammt aus dem ersten Jahrzehnt des 20. Jahrhunderts.
Das Landesdenkmalamt befand: „… geschichtliche Bedeutung … als beispielhaftes am städtischen Wohnbau orientiertes späthistoristisches Wohnhaus … .“